# Opsporing
Opsporing is in het Nederlands strafprocesrecht het doen van onderzoek in verband met strafbare feiten onder gezag van de officier van justitie met als doel het nemen van strafvorderlijke beslissingen (artikel 132 a Wetboek van Strafvordering).
Het Nederlands strafprocesrecht kent drie vormen van opsporingsonderzoek:
1. Klassieke opsporing: het onderzoek naar aanleiding van een redelijk vermoeden dat een strafbaar feit is begaan.
2. Vroegopsporing: het onderzoek naar aanleiding van een redelijk vermoeden dat in georganiseerd verband ernstige misdrijven worden beraamd of gepleegd die een ernstige inbreuk op de rechtsorde opleveren. Deze vorm van onderzoek richt zich aldus tot de georganiseerde criminaliteit. Verschil met klassieke opsporing is dat niet duidelijk behoeft te zijn welk misdrijf is gepleegd.
3. Opsporingsonderzoek naar terroristische misdrijven: het onderzoek naar aanleiding van aanwijzingen van een terroristisch misdrijf. Deze vorm van onderzoek is nieuw (inwerking getreden per 1 februari 2007). Het grootste verschil met de eerste twee vormen van opsporingsonderzoek is dat er geen verdenking van een strafbaar feit of misdrijf nodig is.

Sinds 2006 is in Nederland de verjaringstermijn voor moord en enkele andere misdrijven vervallen of verhoogd. In het verlengde hiervan hebben vele politiekorpsen zogenoemde coldcaseteams, die oude onopgeloste zaken weer oppakken.
Indicatoren van verdenking zijn motivatie (bijvoorbeeld geld of wraak), middelen (fysiek ergens toe in staat zijn, beschikken over de nodige kennis en hulpmiddelen) en gelegenheid (kan worden uitgesloten met een alibi). Ze vormen bij elkaar echter nog geen bewijs.